# Jewgienij Wajcechowski

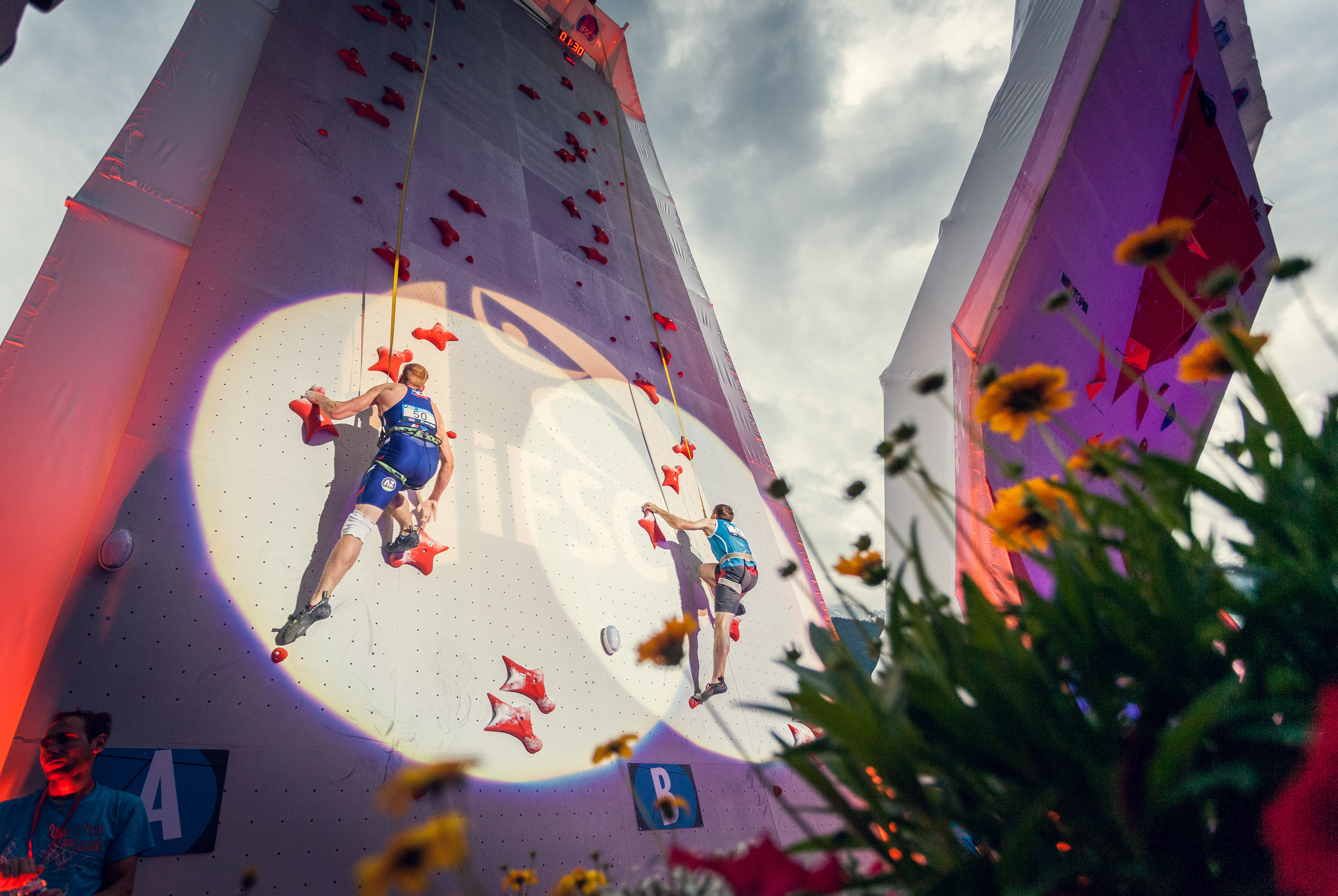
Puchar Świata 2016 Chamonix. Jewgienij Wajcechowski na ścianie w duelu z Janem Křížem (Czech pierwszy z lewej).

Jewgienij Wajcechowski (ros. Евгений Владимирович Вайцеховский;  ur. 12 maja 1986 w Kirowie-Czepiecku) – rosyjski wspinacz sportowy. Specjalizował się we wspinaczce na szybkość. Mistrz świata z 2005, podwójny mistrz Europy we wspinaczce sportowej na szybkość. Rekordzista świata we wspinaczce na szybkość z wynikiem 5,88 sekundy z 2012.

## Kariera sportowa
W 2005 roku w niemieckim Monachium na mistrzostwach świata zdobył złoty medal we wspinaczce sportowej w konkurencji na szybkość pokonując w finale Ukraińca Maksyma Stienkowyja. Na mistrzostwach Europy w 2006 w Jekaterynburgu oraz w 2008 w Paryżu zdobył złote medale.
Uczestnik World Games w 2005 we Duisburgu, gdzie zdobył brązowy medal we wspinaczce na szybkość, a w 2009 w tajwańskim Kaohsiung wywalczył srebrny.
Wielokrotny uczestnik, medalistka prestiżowych, elitarnych zawodów wspinaczkowych Rock Master we włoskim Arco, gdzie zwyciężył w roku 2007.
Puchar Świata
Zdobywca Pucharu Świata we wspinaczce sportowej w konkurencji na szybkość w latach; 2005, 2006 oraz w 2008. W 2004, 2007 oraz w 2010 zajmował drugą pozycję w klasyfikacji końcowej wspinaczki na szybkość Pucharu Świata.
Rekord świata
W chińskim Xining podczas zawodów wspinaczkowych rozgrywanych w trakcie Pucharu Świata w dniu 13 października 2012 ustanowił nowy rekord świata we wspinaczce na szybkość,  pokonując 15-metrową ścianę w czasie 5,88 s  podczas półfinałowej wspinaczki w duelu z Indonezyjczykiem Asparem Jaelolo.

## Osiągnięcia

### Puchar Świata
| Konkurencje      | 2004 | 2005 | 2006 | 2007 | 2008 | 2009 | 2010 | 2011 | 2012 | 2013 |
| Wsp. na szybkość | 2    | 1    | 1    | 2    | 1    | 3    | 2    | 4    | 6    | 7    |

### Mistrzostwa świata
| Konkurencje      | 2005 | 2007 | 2009 | 2011 | 2012 | 2014 |
| Wsp. na szybkość | 1    | 4    | 7    | 9    | 6    | 4    |

### Mistrzostwa Europy
| Konkurencje      | 2005 | 2008 | 2010 | 2013 | 2015 |
| Wsp. na szybkość | 1    | 1    | 4    | 6    | 17   |

### World Games
| Konkurencje      | 2005 | 2009 |
| Wsp. na szybkość | 3    | 2    |

### Rock Master
| Konkurencje      | 2007 | 2010 | 2012 | 2013 |
| Wsp. na szybkość | 1    | 6    | 12   | 6    |